# Budisava
Budisava (en serbe cyrillique : Будисава ; en hongrois : Tiszakálmánfalva ; en allemand : Waldneudorf) est une localité de Serbie située dans la province autonome de Voïvodine et sur le territoire de la ville de Novi Sad, district de Bačka méridionale. Au recensement de 2011, elle comptait 3 633 habitants.
Budisava, officiellement classée parmi les villages de Serbie, est mentionnée pour la première fois en 1884.

## Démographie

### Évolution historique de la population
| 1948  | 1953  | 1961  | 1971  | 1981  | 1991  | 2002  | 2011  |
| ----- | ----- | ----- | ----- | ----- | ----- | ----- | ----- |
| 2 090 | 2 122 | 2 476 | 2 825 | 3 502 | 3 685 | 3 825 | 3 633 |

|  |